# Столинські Смолярі
Столинські Смолярі — село в Україні, у Ковельському районі Волинської області.
Населення становить 661 осіб. Входить до складу Рівненської сільської громади.

## Географія
Село Столинські Смолярі знаходиться на заході Ковельського району, Волинської області, на Східно-Європейському вододілі між річками Західний Буг і Прип'ять. На Півночі землі села межують із
землями сіл Шацької громади (с. Голядин і с. Смолярі-Світязькі). На Півдні на віддалі 5-6 кілометрів знаходяться села Рогові Смолярі, Будники, Гороховище.
На сході село обмежоване долиною річки Прип'ять, яка протікає на відстані один кілометр від села по зниженій заболоченій долині, нині це центральний меліоративний канал. За сім кілометрів на захід від села протікає річка Західний Буг, проходить державний кордон України з Польщею.

## Історія
За переказами старожилів (Дмитрук Ганни, 1922 р.н., Здонюк Марії, 1910 р.н.) село було засноване польським паном з м. Столин, який на березі річки
Прип'ять побудував три смолярні, робітники цих смолярень і були першими жителями села.
З переказів інших жителів дізнаємось, що, можливо, першими жителями села були лісоруби із Смоленська, які точили смолу в навколишніх лісах і
вели заготівлю лісу. Річка в цей час була широкою І глибока, по ній плавали
баржі, які сплавляли ліс на схід. Архівних
даних про походження села не збереглося. До 80-х років на березі річки Прип'ять (урочище Майдани) знаходився високий
горб попелу, залишок діяльності смолярні, тому ми
вважаємо, що назва села походить від назви міста Столин і
діяльності смолярні на околиці села. За переказами старожилів, будинки селян 19 ст., були побудовані на місці вирізаного лісу.
Пеньки дерев були фундаментом будинків.
Основним заняттям селян XIX ст. було землеробство, скотарство, бортництво.
Селяни самостійно виробляли знаряддя праці, меблі, полотно. Тому серед жителів виділялися відомі ремісники: Дмитро Онуфрійович Горніч розмальовував куфри, Васенько Пилип — столярував, Терещук Іван, Смолярчук Дмитро — бондарі; Смолярчук Мигей і Смолярчук Сергій відомі ковалі; Оркіш Мотря ткала гарні килими.
До 18 липня 2017 року село було центром Столинсько-Смолярської сільської ради.
19 вересня 2024 року Верховна Рада підтримала перейменування села Столинські Смоляри на Столинські Смолярі. 26 вересня 2024 року перейменування набуло чинності.

## Населення
Згідно з переписом УРСР 1989 року чисельність наявного населення села становила 666 осіб, з яких 295 чоловіків та 371 жінка.
За переписом населення України 2001 року в селі мешкало 657 осіб.

### Мова
Розподіл населення за рідною мовою за даними перепису 2001 року:
| Мова       | Відсоток |
| ---------- | -------- |
| українська | 99,39 %  |
| російська  | 0,45 %   |
| молдовська | 0,15 %   |